# Hyman Bookbinder
Hyman Bookbinder (Brooklyn, 9 maart 1916 - Bethesda (Maryland), 21 juli 2011) was een Amerikaans lobbyist voor Joodse zaken, sociale rechtvaardigheid, vrouwenrechten en armoede. Tijdens de Holocaust verloor hij tachtig familieleden.

## Levensloop
Bookbinder studeerde af aan het City College of New York en deed vervolgstudies in economie, sociologie en politicologie aan de New York University en The New School for Social Research. Tijdens de Tweede Wereldoorlog diende hij voor de Amerikaanse marine.
Aan het begin van zijn carrière was hij econoom voor de vakbond Amalgamated Clothing Workers of America, lobbyist voor de American Federation of Labor and Congress of Industrial Organizations (AFL-CIO), adjunct-directeur van de Office of Economic Opportunity en armoedeadviseur voor vicepresident Hubert Humphrey.
Vanaf 1967 voerde hij gedurende 19 jaar de American Jewish Committee aan, tot zijn pensioen in 1986. In 1978 werd hij door president Jimmy Carter aangesteld als lid van de presidentiële commissie over de Holocaust om voorstellen te maken voor een Amerikaanse herkdenkplaats. Hierop werkte hij zes jaar mee in de Holocaust Memorial Council van de VS, met uiteindelijk in 1993 het United States Holocaust Memorial Museum tot resultaat.
Bookbinder kende veel hooggeplaatste personen van nabij. Zo danste hij bijvoorbeeld de hora met first lady Betty Ford en inviteerde hij vicepresident Humphrey te eten bij hem thuis. Presidenten, senatoren en mensenrechtenleiders gaven hem de bijnaam Brookie. Van mensenrechtenjurist Joseph Rauh kreeg hij in 1986 de kritiek dat hij te dicht aan zou leunen tegen het politieke establishment.
Buiten zijn netwerk verwierf hij zijn invloed door verschijningen in televisieprogramma's en het schrijven van opiniestukken in The Washington Post en The New York Times. Verder werkte hij samen met Elie Wiesel voor de erkenning van Holocaustslachtoffers. Hij was een voorstander van positieve discriminatie, maar hechtte geen geloof in het stellen van quota voor het aantrekken van personeel.

## Erkenning
In 1989 werd hij samen met Raphael Lemkin bekroond met een Four Freedoms Award van het Franklin and Eleanor Roosevelt Institute.
Verder ontving hij een Hubert H. Humphrey Humanitarian Award, de hoogste onderscheiding van het National Jewish Democratic Council